# Hieracium echioides
Hieracium echioides là một loài thực vật có hoa trong họ Cúc. Loài này được Lumn. mô tả khoa học đầu tiên năm 1791.